# Carl Giesecken
Carl Giesecken (* 12. Juli 1828 in Korbach; † 1. Januar 1891 ebenda) war ein deutscher Jurist und Landrat.

## Leben
Giesecken war Sohn des ersten Landrates im waldeckschen Kreis des Eisenbergs Adolf Giesecken. Seine Mutter, Tochter des Wilhelm Waldeck,  entstammte der waldeckschen Politiker- und Beamtenfamilie Waldeck. Er studierte nach dem Besuch der Alten Landesschule Korbach ab 1848 Rechtswissenschaften an der Universität Göttingen und wurde dort Mitglied des Corps Hannovera Göttingen. Nach dem 1852 bestandenen Examen und seiner Zeit als Assessor in Waldeck wurde er 1856 Advokat in Korbach und 1860 Direktor der privaten örtlichen Sparkasse. 1873 wurde er zunächst kommissarisch, ab 1876 dann endgültig Kreisamtmann (d. i. Landrat) des Kreises des Eisenbergs, wie bereits sein Vater bei Begründung dieses Kreises 1850 zuvor. Als Landrat überführte er die bislang private Sparkasse in eine Kreissparkasse, die heutige Sparkasse Waldeck-Frankenberg.
Giesecke war verheiratet mit Wilhelmine Karoline geb. Knoch, Tochter des Gutsbesitzers Carl Knoch in Berndorf. Die Ehe blieb kinderlos.